# Paraprefica
Paraprefica ist eine ausgestorbene Gattung von Vögeln aus der Familie der Tagschläfer (Nyctibiidae). Paraprefica lebte während des Unteren und Mittleren Eozäns in den Wäldern Europas. Die teils sehr gut erhaltenen Fossilien sind bislang ausschließlich aus der Grube Messel in Hessen bekannt.

## Beschreibung
Paraprefica ähnelte in seinem Aussehen stark den rezenten Tagschläfer-Arten, die alle über einen gedrungenen Körper mit einem großen, rundlichen Kopf sowie verhältnismäßig lange Schwanzfedern verfügen. Außerdem finden sich auch der kurze Schnabel und stark vergrößerte Gaumenknochen, die zu einem extrem breiten Schnabelspalt führen, bei Paraprefica wieder. Die Beine waren verkürzt, besaßen jedoch kräftige Zehen und waren vermutlich gut geeignet, sich an einem Ast festzuhalten, wie es heutige Tagschläfer während der Tagesstunden tun. Einen markanten Unterschied stellt der deutlich längere und schlankere Carpometacarpus – eine bei Vögeln vorhandene Knochenspange, gebildet aus mehreren Handwurzel- und Mittelhandknochen – dar. Trotz dieses Merkmals besaß Paraprefica jedoch eine insgesamt geringere Flügelspannweite als heutige Mitglieder der Tagschläfer-Familie.

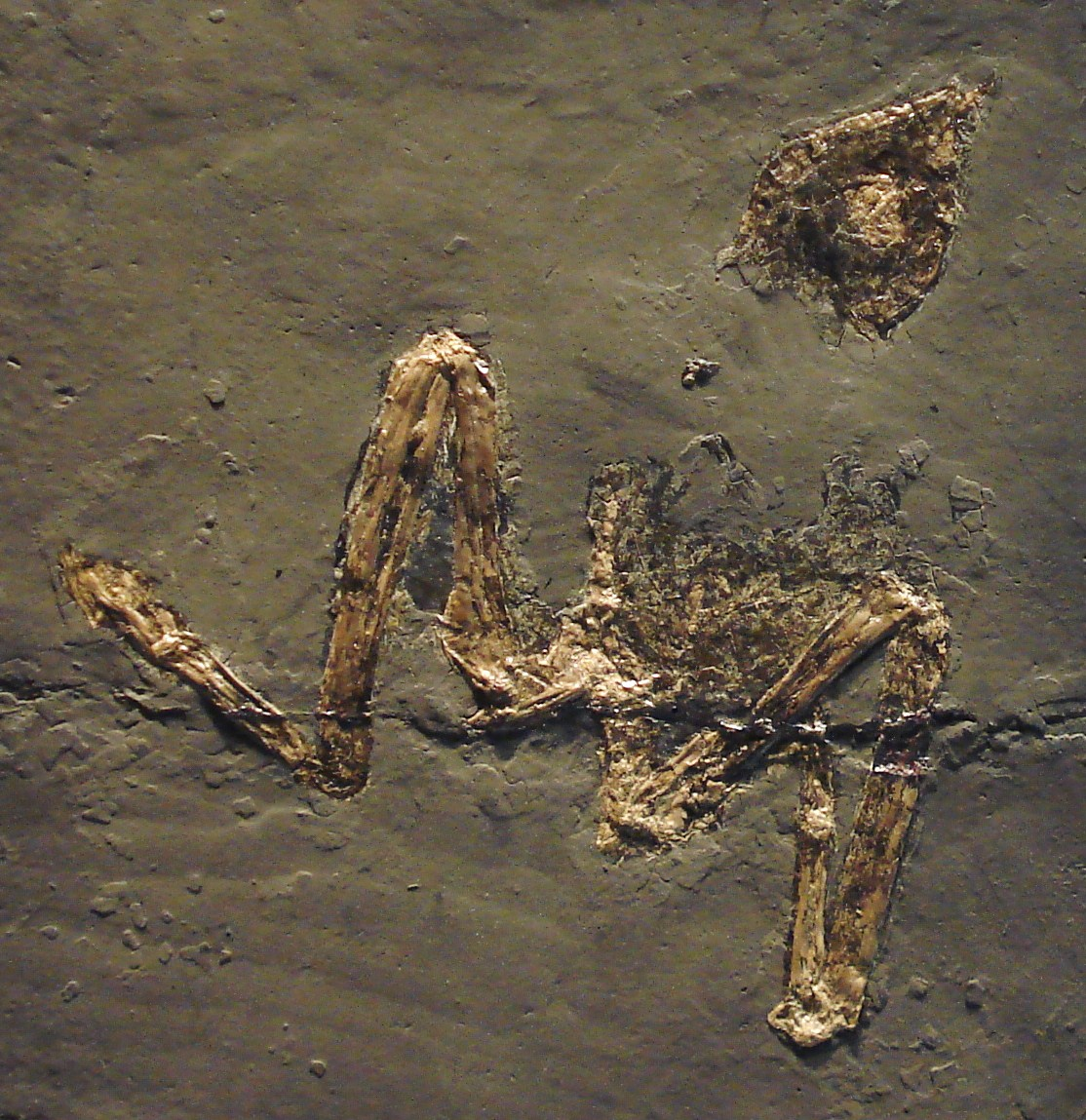
Fossil von Paraprefica major

## Paläoökologie
Fossilien von Paraprefica wurden bislang ausschließlich im Ölschiefer der Grube Messel gefunden, bei dem es sich um die Ablagerungen eines tiefen Maarsees aus dem Erdzeitalter des Eozäns handelt. Das Klima war insgesamt wärmer als heute und entsprach in Mitteleuropa in etwa dem des heutigen Südamerikas, dem hauptsächlichen Verbreitungsgebiet der modernen Tagschläfer. Der See dürfte von tropischem Regenwald umgeben gewesen sein. Seinen Lebensraum teilte sich Paraprefica beispielsweise mit frühen Primaten (Darwinius), Beuteltieren (Mimoperadectes) und anderen Vögeln wie etwa Gastornis. Der See selbst wurde unter anderem von Schlammfischen und Knochenhechten sowie Schildkröten (Allaeochelys) bevölkert.

## Systematik
Paraprefica ist derzeit die einzige anerkannte Gattung fossiler Tagschläfer. Anhand mehrerer gut überlieferter Skelettfunde aus Messel wurden bislang zwei Arten beschrieben. Datiert werden die Funde auf einen Zeitraum von 48,6 bis 40,4 mya. Die fossilen Überreste wurden zunächst fälschlich der aus Nordamerika bekannten, ebenfalls ausgestorbenen Gattung Prefica zugeordnet, die eng mit dem heutigen Fettschwalm verwandt ist. Spätere Untersuchungen kamen jedoch zu dem Ergebnis, dass es sich bei den gefundenen Gemeinsamkeiten lediglich um plesiomorphe – in der gemeinsamen Stammesgeschichte schon vor der Trennung der Gattungen ausgebildete – Merkmale handeln müsse und die Vertreter von Paraprefica eher den Tagschläfern zuzuordnen seien. Für die in Deutschland gefundenen Fossilien wurde daraufhin die eigene Gattung Paraprefica innerhalb der Familie Nyctibiidae geschaffen. Für die heute ausschließlich neotropische Familie konnte damit eine historische Verbreitung auch in der Alten Welt nachgewiesen werden.
- P. kelleri Mayr, 1999[5]
- P. major Mayr, 1999[6]